# Burnham, Pennsylvania
Burnham là một thị trấn thuộc quận Mifflin, tiểu bang Pennsylvania, Hoa Kỳ. Năm 2010, dân số của thị trấn này là 2054 người.